# فابيو دوارتي
فابيو دوارتي (بالإسبانية: Fabio Duarte)‏ مواليد 11 يونيو 1986 في كولومبيا، هو دراج كولومبي في صنف سباق الدراجات على الطريق وعلى المضمار. شارك في دورة الألعاب الأولمبية الصيفية.

## الحياة الشخصية
لديه أخ أصغر، ألفارو دوارتي، وهو أيضًا راكب دراجات محترف.

## روابط خارجية
- فابيو دوارتي على موقع الاتحاد الدولي للدراجات (الإنجليزية)
- فابيو دوارتي على موقع أرشيف الدراجات (الإنجليزية)
- فابيو دوارتي على موقع إحصائيات الدراجات الإحترافية (الإنجليزية)
- فابيو دوارتي على موقع نسبة الدراجات (الإنجليزية)
- فابيو دوارتي على موقع CycleBase (الإنجليزية)
- فابيو دوارتي على موقع أوليمبيديا (الإنجليزية)